# Tadeusz Góra
Tadeusz Góra (Cracóvia, 19 de janeiro de 1918 - Świdnik, 4 de janeiro de 2010) foi um piloto de aviões e militar polonês. Nascido na Áustria-Hungria, foi o primeiro vencedor da medalha Lilienthal Gliding pelo seu recorde de 577,8 quilômetros de vôo em 18 de maio de 1938, de Bezmiechowa para Soleczniki (perto de Vilnius).
Durante a Segunda Guerra Mundial, ele se juntou à Força Aérea Polonesa (parte da Royal Air Force) como um piloto. Lutou na Polish Fighter Squadrons: 306, 315, 316. Ele fez 800 vôos, somente em P-51 Mustangs.